# 말레피센트 2
《말레피센트 2》(영어: Maleficent: Mistress of Evil)는 2019년 개봉한 미국의 다크 판타지 영화로, 월트 디즈니의 잠자는 숲속의 공주 캐릭터를 기반으로 한다. 요아킴 뢴닝이 감독을, 린다 울버턴, 미카 피처맨 블루, 노아 하프스터가 각본을 맡았다. 2014년 영화 《말레피센트》의 후속편이다.

## 줄거리
말레피센트에서 묘사된 바와 같이 스테판 왕의 죽음으로부터 5년 후, 오로라는 멀레퍼선트를 강력한 수호자이자 보호자로 삼아 무어스의 여왕으로 자비롭게 통치했다. 그녀의 봉사에도 불구하고 오로라의 남자친구 필립 왕자가 살고 있는 이웃 왕국 올스테드는 여전히 멀레퍼선트를 위험한 악당으로 본다. 멀레퍼선트의 까마귀이자 조언자인 디아발은 오로라가 필립의 청혼을 받아들이는 것을 엿듣는다. 그가 이 사실을 멀레퍼선트에게 전하자, 멀레퍼선트는 결혼을 반대하지만 오로라는 자신이 틀렸음을 증명하겠다고 맹세한다.
필립의 부모인 존 왕과 잉그리트 왕비는 축하를 위해 친밀한 만찬을 연다. 잉그리트가 오로라의 저주와 스테판의 죽음을 비꼬듯이 언급하자 멀레퍼선트는 침착함을 유지한다. 그녀는 멀레퍼선트가 무어스 근처에서 마지막으로 목격된 두 명의 인간 요정 밀렵꾼을 죽였다고 공개적으로 주장한다. 잉그리트가 멀레퍼선트와 오로라의 모성애적 유대를 경솔하게 일축하자 멀레퍼선트는 격렬하게 반응하며 갑자기 깊은 잠에 빠지는 존에게 저주를 건 것처럼 보인다. 멀레퍼선트는 자신이 저주를 걸지 않았다고 말하지만 오로라는 그녀를 믿지 않는다. 필립은 그의 어머니에게 키스로 왕을 깨우라고 촉구한다. 잉그리트는 저항하고, 그녀의 약한 시도는 존을 사랑하지 않기 때문에 실패한다. 멀레퍼선트가 성을 탈출할 때, 잉그리트의 하녀 게르다는 철탄으로 멀레퍼선트를 쏜다.
부상당한 멀레퍼선트는 바다에 빠지고 날개 달린 생물에게 구조된다. 그녀는 자신과 같은 요정들이 숨어 지내던 동굴에서 깨어난다. 그들 중에는 멀레퍼선트를 구한 평화로운 지도자 코널과 인간과의 공개적인 갈등을 선호하며 밀렵꾼들을 죽였던 보라가 있다. 멀레퍼선트는 강력한 요정 종족인 다크 페이의 마지막 생존자 중 하나로, 인간의 억압으로 인해 숨어 지내야 했고 거의 멸종 위기에 처했다. 그녀는 또한 고대의 강력한 다크 페이 조상인 불사조의 마지막 후손이다. 멀레퍼선트의 마법이 매우 강력하기 때문에 코널과 보라는 그녀가 평화나 전쟁을 통해 인간과의 갈등을 종식시키는 데 중요한 역할을 한다고 믿는다.
한편, 오로라는 올스테드 귀족이 되는 것에 실망하지만 무어스의 주민들이 결혼식에 초대된 것에 기뻐한다. 오로라는 잉그리트가 모든 무어스 요정 종족을 증오한다는 것을 알게 된다. 그녀는 자신의 왕국이 고통받았던 한 겨울 동안 요정들의 번영을 뼈저리게 원망하며 오빠의 죽음을 요정들의 탓으로 돌린다. 그녀는 철제 무기와 날개가 제거된 픽시인 릭스피틀이 개발한 치명적인 진홍색 가루를 사용하여 모든 무어스 주민들을 박멸할 음모를 꾸민다. 오로라는 또한 잉그리트가 어떤 방식으로든 올스테드로 가져온 멀레퍼선트의 저주받은 물레를 사용하여 존에게 저주를 걸었다는 것을 알게 된다. 잉그리트는 이 사실을 알아내고 오로라를 가둔다.
무어스 주민들은 도착하자마자 성 예배당 안에 갇힌다. 잉그리트의 명령으로 게르다는 예배당 오르간을 연주하여 진홍색 가루를 퍼뜨린다. 요정 플리틀은 오르간을 막아 연주할 수 없게 함으로써 모두를 구하기 위해 마지막 수단으로 자신을 희생하고, 요정 너트그래스와 시슬위트는 게르다가 떨어져 죽게 만든다. 다크 페이가 올스테드를 공격하지만, 멀레퍼선트가 불사조의 힘을 사용하여 전투에 합류할 때까지 병사들은 그들을 학살한다. 그녀는 잉그리트 왕비를 거의 죽일 뻔하지만, 오로라는 멀레퍼선트의 인간적인 면에 호소하며 오직 멀레퍼선트만이 자신의 어머니라고 선언한다. 주의가 산만해진 멀레퍼선트는 왕비의 가루 묻은 화살에 맞아 재로 녹아내린다. 절망한 오로라는 슬퍼하지만, 그녀의 눈물은 멀레퍼선트를 불사조로 되살린다. 겁에 질린 잉그리트는 오로라를 탑에서 던지고 도망치지만, 멀레퍼선트가 그녀를 구한다. 보라와 다크 페이는 잉그리트의 탈출을 막는다.
필립은 양측 사이에 평화를 이끌어내어 올스테드 병사들이 물러서게 한다. 멀레퍼선트는 요정 형태로 돌아와 오로라와 필립에게 축복을 내린다. 릭스피틀로부터 물레를 받은 멀레퍼선트는 물레와 그 저주를 파괴하여 존을 깨운다. 벌로 잉그리트는 멀레퍼선트에 의해 염소로 변한다. 두 민족 사이의 평화를 받아들일 때까지. 오로라와 필립이 결혼한 후, 멀레퍼선트는 다른 다크 페이들과 함께 무어스로 돌아가 오로라와 필립의 미래 아이의 세례식에 돌아올 것을 약속한다.

## 출연진
- 안젤리나 졸리 - 말레피센트
- 엘 패닝 - 오로라 공주
- 미셸 파이퍼 - 잉그리스 여왕
- 에드 스크라인 - 보라
- 샘 라일리 - 디아발
- 해리스 디킨슨 - 필립 왕자
- 이멜다 스탠턴 - 노트그래스
- 주노 템플 - 시슬트윗
- 레슬리 맨빌 - 플리틀
- 추이텔 에지오포 - 코널
- 젠 머리 - 게르다
- 데이비드 자시 - 퍼시벌
- 로버트 린지 - 존 왕
- 주디 셰코니 - 슈라이크
- 미야비 - 우도
- 케이 알렉산더 - 이니
- 워릭 데이비스 - 릭스피틀
- 에마 맥클레넌 - 핀토 / 버튼
- 알리네 모왓 - 내레이터

## 한국어 더빙판 성우진
- 여민정 - 말레피센트
- 장예나 - 오로라 공주
- 서혜정 - 잉그리스 여왕
- 박성영 - 필립 왕자
- 박성태 - 디아발
- 송준석 - 코럴
- 이현 - 보라
- 윤병화 - 존 왕
- 이규창 - 퍼시벌
- 강규리 - 게르다
- 강시현 - 티슬위트
- 임은정 - 플리틀
- 이선주 - 노트그래스
- 홍진욱 - 릭스피틀
- 문선희
- 김현욱
- 이명호
- 김가령
- 김민주
- 선우현수
- 정의진

## 우리말 연출
- 더빙 스튜디오 : STORM
- 믹싱 스튜디오 : STORM
- 음악감독 : 박덕수(STORM)
- 연출 :
- 제작총괄 :
- 한국어 제작 : Disney Character Voices International,Inc.

## 제공
- 수입/배급 : 월트디즈니컴퍼니코리아 유한책임회사
- 제작 : 월트 디즈니 픽처스/로스 필름스